# Western Sydney Wanderers FC
Western Sydney Wanderers FC, i Australien även känd som Western Sydney eller bara Wanderers, är en australisk professionell fotbollsklubb från Western Sydney i Sydney, New South Wales. Klubben tävlar i den australisk-nyzeeländska ligan A-League, på licens från Football Federation Australia.
Klubben har, trots sin unga ålder, redan etablerat sig i både A-League och AFC Champions League. Redan första säsongen i A-League vann man grundserien men man förlorade i finalen av slutspelet mot grundserietvåan Central Coast Mariners med 0–2, som en följd av grundseriesegern kvalificerade man sig för Champions League 2014, som man vann efter att ha besegrat saudiarabiska Al-Hilal i finalen med sammanlagt 1–0 (1–0 hemma och 0–0 borta), man blev samtidigt första Australiska lag att vinna asiatiska Champions League. Vinsten i Champions League gjorde att klubben kvalificerade sig för klubblags-VM 2014 i Marocko, där man slutade på en sjätteplats före afrikanska Moghreb Tétouan från Marocko.